# Highway
Highway és un grup de rock montenegrí que participà en la segona temporada del programa de talents musicals X Factor Adria, la versió balcànica d'X Factor. Internacionalment, però, és més conegut per haver representant la seva pròpia nació al Festival d'Eurovisió de 2016. El grup està format per Petar Tošić, cantant, pel guitarrista i l'acompanyant de veu Marko Pešić i per Luka Vojvodić, a més del teclista Bojan Jovović. Al certamen europeu s'hi van presentar amb la cançó "The Real Thing".